# Resilient
Resilient petnaesti je studijski album njemačkog heavy metal-sastava Running Wild. Diskografska kuća Steamhammer objavila ga je 4. listopada 2013.

## Popis pjesama
| 1.    | »Soldiers of Fortune« | 4:20 |
| 2.    | »Resilient«           | 4:42 |
| 3.    | »Adventure Highway«   | 4:17 |
| 4.    | »The Drift«           | 4:46 |
| 5.    | »Desert Rose«         | 5:18 |
| 6.    | »Fireheart«           | 4:40 |
| 7.    | »Run Riot«            | 4:33 |
| 8.    | »Down to the Wire«    | 4:03 |
| 9.    | »Crystal Gold«        | 4:27 |
| 10.   | »Bloody Island«       | 9:56 |
| 51:08 |                       |      |

## Zasluge
Running Wild
- Rock 'n'Rolf – vokal, gitara, bas-gitara, produkcija
- Peter Jordan – gitara, produkcija

Ostalo osoblje
- Katharina Nowy – produkcija
- Niki Nowy – miks, mastering, produkcija
- Jens Reinhold – naslovnica